# BiZi
bizi es el servicio público de alquiler de bicicletas  de la ciudad de Zaragoza gestionado por el propio consistorio de Zaragoza y fue inaugurado el 28 de mayo de 2008. 

## Tarifas
| Contratos                                            | Anual   | Mensual    | Diario | Pago x Viaje |
| ---------------------------------------------------- | ------- | ---------- | ------ | ------------ |
| Cuota de abonado                                     | 30,00 € | 10 € / mes | 1,00 € | 0,00 €       |
| Primera fracción de hasta 30 minutos                 | 0,00 €  | 0,00 €     | 0,00 € | 0,50 €       |
| Segunda fracción de hasta 30 minutos                 | 0,50 €  | 0,50 €     | 0,50 € | 1,00 €       |
| Siguientes fracciones de hasta 30 minutos (cada una) | 5,00 €  | 5,00 €     | 5,00 € | 5,00 €       |
| Ejemplo de viaje (1 hora)                            | 0,50 €  | 0,50 €     | 0,50 € | 1,50 €       |

## Bicicletas y estaciones
Actualmente el servicio cuenta con 2500 bicicletas eléctricas y 276 estaciones repartidas por todo Zaragoza. Las bicicletas están numeradas y cuentan con un sistema antirrobo delantero, pantalla LCD donde ver la velocidad, kilometraje y batería, motor central de 250 W y una batería de hasta 70 km integrada en el cuadro.

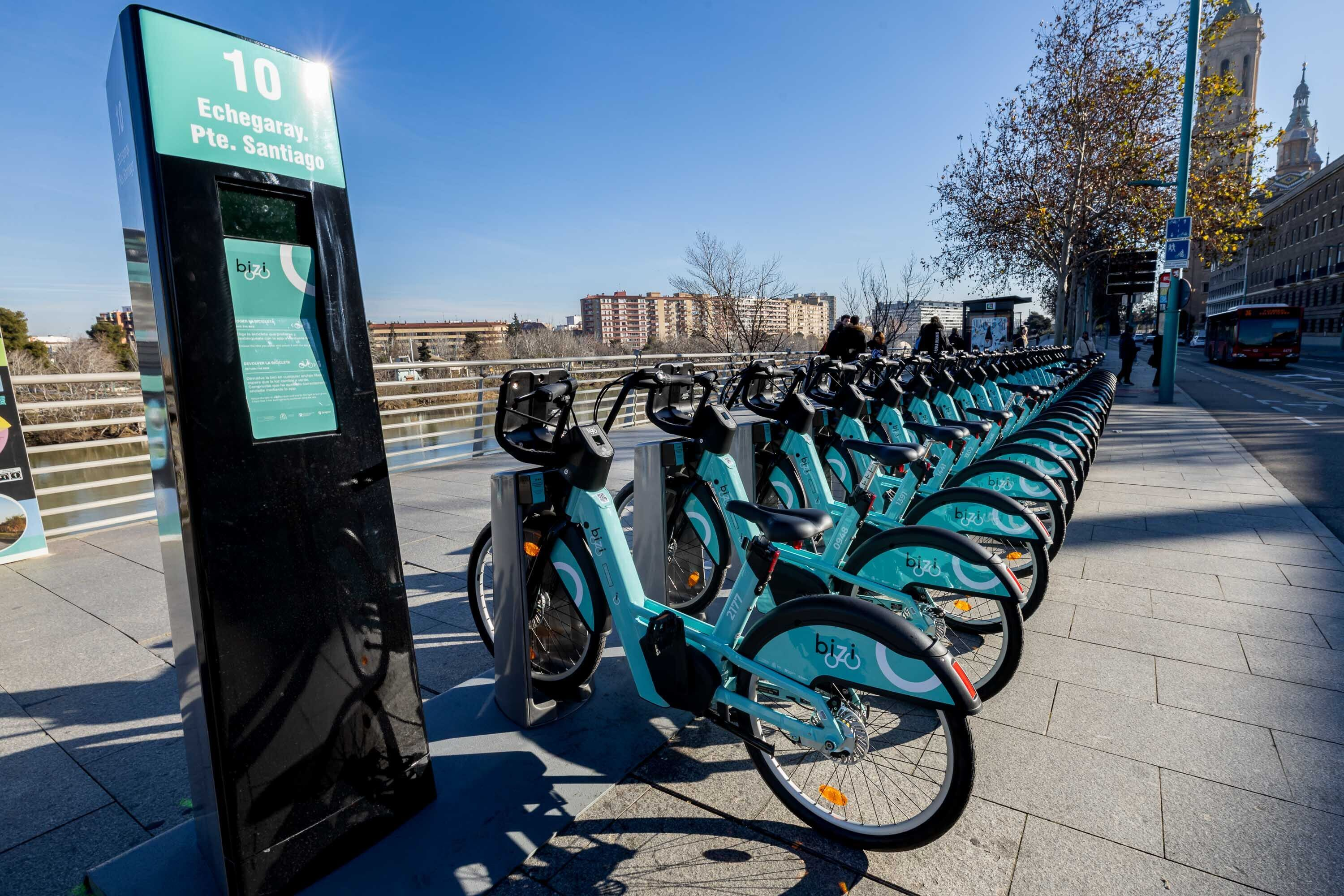
Nuevo sistema de bizi 2025

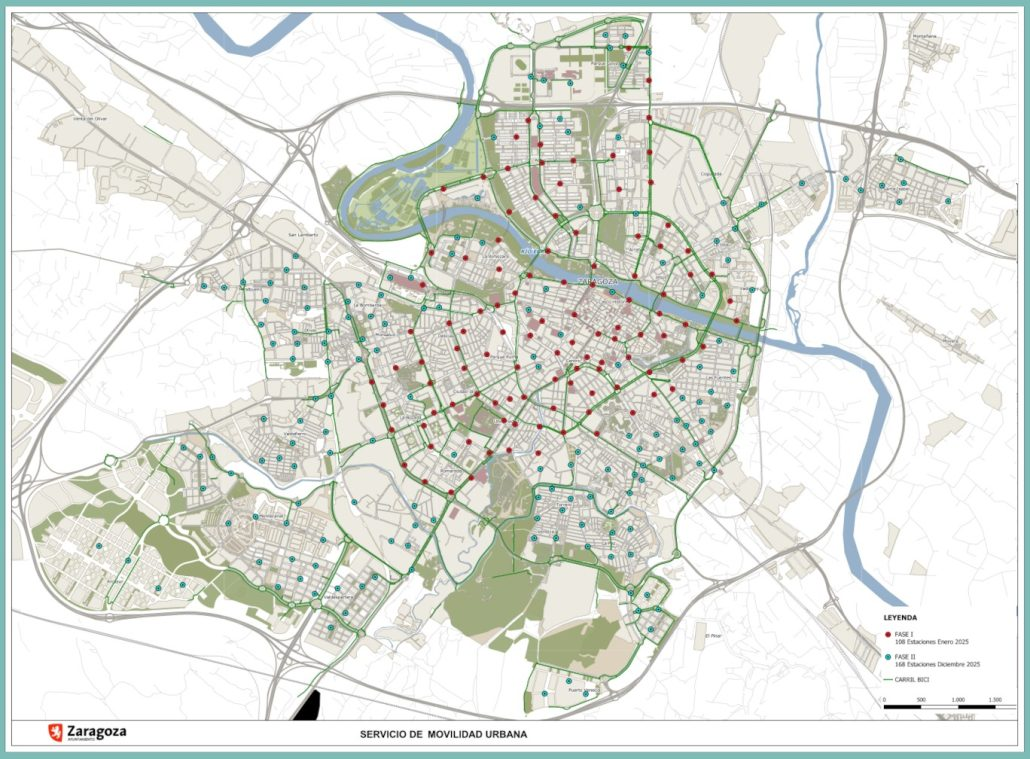
Mapa bizi

Las estaciones, conectada a la red eléctrica, se comunican con el back-end para que los usuarios puedan anclar y desanclar bicicletas con el teléfono o una tarjeta contactless. También cargan las bicicletas y comunican su estado al sistema central, ayudando al operador en el mantenimiento de la red. Sustituye y amplía un sistema anterior, apoyando aún más a Zaragoza en sus esfuerzos por alcanzar sus objetivos de sostenibilidad.
Las bicicletas que no están suficientemente cargadas permanecen bloqueadas en la estación. Por su diseño modular y flexible, la estación eléctrica es fácil de trasladar ya se conecta a la red eléctrica en un solo punto (no en cada puerto de anclaje), así que se adapta a cualquier configuración o situación urbana.

## Condiciones y ventajas
Funciona 24 h, todos los días del año. Lo pueden usar todas las personas mayores de 16 años. Los menores de 18 deben tener autorización de madre/padre o tutor legal.

La principal ventaja de utilizar un servicio de bicicleta pública es poder moverse en bicicleta si no se tiene una propia, aunque se aconseja tenerla y usar bizi y el transporte público de forma complementaria. El servicio busca mejorar la intermodalidad del transporte de la ciudad, así como reducir los niveles de gases contaminantes y promover los beneficios del deporte para la salud, aunque las bicicletas cuentan con motor eléctrico que ayuda al pedaleo. No está pensado para uso turístico, pero algunos usuarios lo utilizan con este fin.

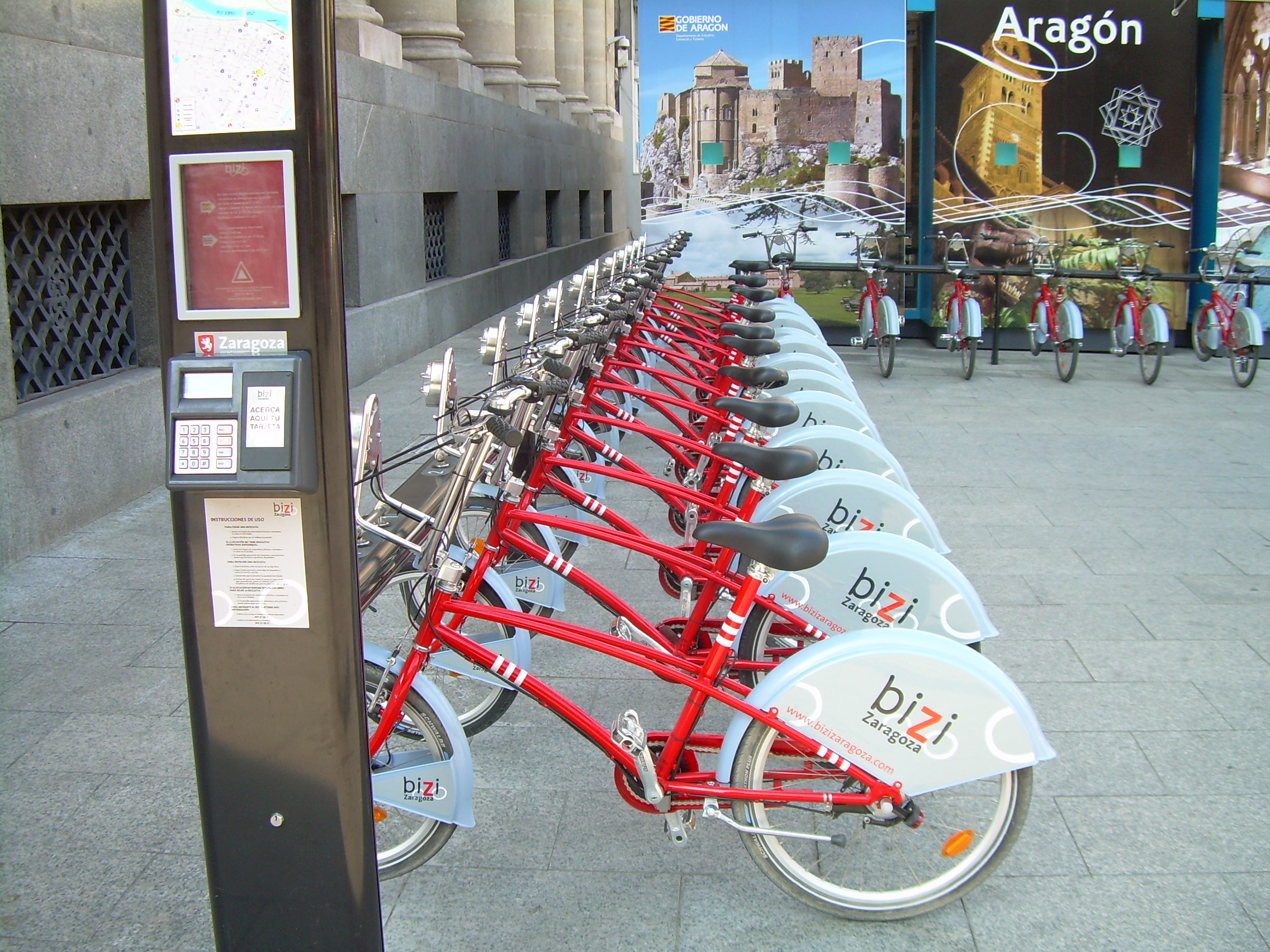
Antiguo sistema de bizi 2008 - 2024

## Historia
bizi se inauguró el 28 de mayo de 2008, coincidiendo con la Exposición Internacional de ese año. Operado por Clear Channel, comenzó con 30 estaciones y 300 bicicletas, buscando promover el uso de la bicicleta como medio de transporte urbano.
En sus primeros años, bizi experimentó un crecimiento notable, Para 2010, contaba con 1.000 bicicletas en 100 estaciones y más de 29.000 abonados. En 2013, alcanzó su pico con 37.500 usuarios. Sin embargo, factores como cambios en la normativa sobre el uso de bicicletas en aceras llevaron a una disminución de abonados, situándose en 35.500 en diciembre de 2014.
Tras 16 años de servicio, bizi finalizó operaciones el 31 de octubre de 2024, habiendo facilitado casi 31 millones de viajes y recorrido más de 61 millones de kilómetros. Las bicicletas utilizadas fueron donadas a organizaciones no gubernamentales para su reutilización en zonas necesitadas.
El 15 de enero de 2025, se lanzó un nuevo servicio de bicicletas públicas en Zaragoza. Este sistema modernizado cuenta con 2.500 bicicletas eléctricas distribuidas en 276 estaciones, operativas 24 horas del día.